# Coupe d'Angleterre de rugby à XV 2018-2019
Navigation
LV= Cup 2017-2018 Premiership Rugby Cup 2019-2020
Le Premiership Rugby Cup oppose pour la saison 2018-2019 les douze équipes anglaises de la Gallagher Premiership. La compétition débute le 26 octobre 2018 par une phase de poules pour s'achever par une finale disputée le 17 mars 2019.

## Format
Les douze équipes de Premiership sont regroupées en trois groupes de quatre. Chaque équipe dispute 4 matchs, un match face à chaque équipe de son groupe et un match face à une équipe d'un autre groupe.
Les trois vainqueurs de chaque poule et le meilleur deuxième sont qualifiés pour les demi-finales.

## Liste des équipes en compétition
La compétition oppose pour la saison 2018-2019 les douze équipes anglaises de la Gallagher Premiership :
| - Bath Rugby - Bristol Bears - Exeter Chiefs - Gloucester | - Harlequins - Leicester Tigers - Wasps - Newcastle Falcons | - Northampton Saints - Saracens - Sale Sharks - Worcester Warriors |

## Phase de poule

### Détails des matchs

#### 1rejournée
| 27 octobre 2018 | Bath | 19 - 27 | Harlequins |  |
| 27 octobre 2018 |      |         |            |  |
| 27 octobre 2018 |      |         |            |  |

| 28 octobre 2018 | Newcastle Falcons | 22 - 22 | Exeter Chiefs |  |
| 28 octobre 2018 |                   |         |               |  |
| 28 octobre 2018 |                   |         |               |  |

| 26 octobre 2018 | Worcester Warriors | 35 - 3 | Sale Sharks |  |
| 26 octobre 2018 |                    |        |             |  |
| 26 octobre 2018 |                    |        |             |  |

| 27 octobre 2018 | Saracens | 29 - 21 | Leicester Tigers |  |
| 27 octobre 2018 |          |         |                  |  |
| 27 octobre 2018 |          |         |                  |  |

| 27 octobre 2018 | Northampton Saints | 51 - 24 | Bristol Bears |  |
| 27 octobre 2018 |                    |         |               |  |
| 27 octobre 2018 |                    |         |               |  |

| 27 octobre 2018 | Gloucester | 31 - 7 | Wasps |  |
| 27 octobre 2018 |            |        |       |  |
| 27 octobre 2018 |            |        |       |  |

#### 2ejournée
| 3 novembre 2018 | Exeter Chiefs | 25 - 18 | Bath |  |
| 3 novembre 2018 |               |         |      |  |
| 3 novembre 2018 |               |         |      |  |

| 4 novembre 2018 | Harlequins | 21 - 23 | Newcastle Falcons |  |
| 4 novembre 2018 |            |         |                   |  |
| 4 novembre 2018 |            |         |                   |  |

| 2 novembre 2018 | Sale Sharks | 15 - 15 | Saracens |  |
| 2 novembre 2018 |             |         |          |  |
| 2 novembre 2018 |             |         |          |  |

| 3 novembre 2018 | Leicester Tigers | 12 - 31 | Worcester Warriors |  |
| 3 novembre 2018 |                  |         |                    |  |
| 3 novembre 2018 |                  |         |                    |  |

| 2 novembre 2018 | Bristol Bears | 21 - 13 | Gloucester |  |
| 2 novembre 2018 |               |         |            |  |
| 2 novembre 2018 |               |         |            |  |

| 4 novembre 2018 | Wasps | 14 - 15 | Northampton Saints |  |
| 4 novembre 2018 |       |         |                    |  |
| 4 novembre 2018 |       |         |                    |  |

#### 3ejournée
| 9 novembre 2018 | Newcastle Falcons | 22 - 7 | Bath |  |
| 9 novembre 2018 |                   |        |      |  |
| 9 novembre 2018 |                   |        |      |  |

| 10 novembre 2018 | Exeter Chiefs | 29 - 13 | Harlequins |  |
| 10 novembre 2018 |               |         |            |  |
| 10 novembre 2018 |               |         |            |  |

| 10 novembre 2018 | Leicester Tigers | 16 - 18 | Sale Sharks |  |
| 10 novembre 2018 |                  |         |             |  |
| 10 novembre 2018 |                  |         |             |  |

| 11 novembre 2018 | Saracens | 34 - 22 | Worcester Warriors |  |
| 11 novembre 2018 |          |         |                    |  |
| 11 novembre 2018 |          |         |                    |  |

| 9 novembre 2018 | Gloucester | 14 - 12 | Northampton Saints |  |
| 9 novembre 2018 |            |         |                    |  |
| 9 novembre 2018 |            |         |                    |  |

| 11 novembre 2018 | Wasps | 19 - 30 | Bristol Bears |  |
| 11 novembre 2018 |       |         |               |  |
| 11 novembre 2018 |       |         |               |  |

#### 4ejournée
| 26 janvier 2019 | Bristol Bears | 10 - 12 | Exeter Chiefs |  |
| 26 janvier 2019 |               |         |               |  |
| 26 janvier 2019 |               |         |               |  |

| 26 janvier 2019 | Harlequins | 12 - 32 | Saracens |  |
| 26 janvier 2019 |            |         |          |  |
| 26 janvier 2019 |            |         |          |  |

| 26 janvier 2019 | Northampton Saints | 47 - 20 | Leicester Tigers |  |
| 26 janvier 2019 |                    |         |                  |  |
| 26 janvier 2019 |                    |         |                  |  |

| 3 février 2019 | Worcester Warriors | 35 - 23 | Wasps |  |
| 3 février 2019 |                    |         |       |  |
| 3 février 2019 |                    |         |       |  |

| 3 février 2019 | Sale Sharks | 12 - 28 | Newcastle Falcons |  |
| 3 février 2019 |             |         |                   |  |
| 3 février 2019 |             |         |                   |  |

| 4 février 2019 | Bath | 52 - 0 | Gloucester |  |
| 4 février 2019 |      |        |            |  |
| 4 février 2019 |      |        |            |  |

### Classement des poules
| Rang | Club              | J | V | N | D | Bo | Bd | Pm | Pe  | Diff | Pts |
| ---- | ----------------- | - | - | - | - | -- | -- | -- | --- | ---- | --- |
| 1    | Newcastle Falcons | 4 | 3 | 1 | 0 | 1  | 0  | 95 | 62  | +33  | 15  |
| 2    | Exeter Chiefs (T) | 4 | 3 | 1 | 0 | 1  | 0  | 88 | 63  | +25  | 15  |
| 3    | Bath Rugby        | 4 | 1 | 0 | 3 | 1  | 1  | 96 | 74  | +22  | 6   |
| 4    | Harlequins        | 4 | 1 | 0 | 3 | 0  | 1  | 73 | 103 | -30  | 5   |

| Rang | Club               | J | V | N | D | Bo | Bd | Pm  | Pe  | Diff | Pts |
| ---- | ------------------ | - | - | - | - | -- | -- | --- | --- | ---- | --- |
| 1    | Worcester Warriors | 4 | 3 | 0 | 1 | 4  | 0  | 123 | 72  | +51  | 16  |
| 2    | Saracens           | 4 | 3 | 1 | 0 | 2  | 0  | 110 | 70  | +40  | 16  |
| 3    | Sale Sharks        | 4 | 1 | 1 | 2 | 0  | 0  | 48  | 94  | -46  | 6   |
| 3    | Leicester Tigers   | 4 | 0 | 0 | 4 | 0  | 1  | 69  | 125 | -56  | 1   |

| Rang | Club               | J | V | N | D | Bo | Bd | Pm  | Pe  | Diff | Pts |
| ---- | ------------------ | - | - | - | - | -- | -- | --- | --- | ---- | --- |
| 1    | Northampton Saints | 4 | 3 | 0 | 1 | 2  | 1  | 125 | 72  | +53  | 15  |
| 2    | Bristol Bears      | 4 | 2 | 0 | 2 | 1  | 1  | 85  | 95  | -10  | 10  |
| 3    | Gloucester RFC     | 4 | 2 | 0 | 2 | 1  | 0  | 58  | 92  | -34  | 9   |
| 4    | Wasps              | 4 | 0 | 0 | 4 | 0  | 1  | 63  | 111 | -48  | 1   |

|  | Qualifiés pour la phase finale (no 1 de chaque poule). |
|  | T : Tenant du titre 2018                               |

Attribution des points : victoire sur tapis vert : 5, victoire : 4, match nul : 2, défaite : 0, forfait : -2 ; plus les bonus (offensif : au moins 4 essais marqués ; défensif : défaite par 7 points d'écart ou moins).
Règles de classement : ?

## Phase finale

### Demi-finales
| 8 février 2019 | Worcester Warriors | 22 - 38 | Saracens | Sixways Stadium, Worcester 5 115 spectateurs |
| 8 février 2019 |                    |         |          | Sixways Stadium, Worcester 5 115 spectateurs |
| 8 février 2019 |                    |         |          | Sixways Stadium, Worcester 5 115 spectateurs |

| 9 février 2019 | Northampton Saints | 59 - 33 | Newcastle Falcons | Franklin's Gardens, Northampton 5 994 spectateurs |
| 9 février 2019 |                    |         |                   | Franklin's Gardens, Northampton 5 994 spectateurs |
| 9 février 2019 |                    |         |                   | Franklin's Gardens, Northampton 5 994 spectateurs |

### Finale
| 17 mars 2019 | Northampton Saints | 23 - 9 (17 - 9) | Saracens                               | Franklin's Gardens, Northampton 15 250 spectateurs |
| 17 mars 2019 | Essai(s) : 3 Harrison (7e), Wood (23e), Tuala (30e) Transformation(s) : 1 Grayson (31e) Pénalité(s) : 2 Grayson (55e), Francis (72e) |                 | Pénalité(s) : 3 Malins (11e, 20e, 28e) | Franklin's Gardens, Northampton 15 250 spectateurs |
| 17 mars 2019 | |                 |                                        | Franklin's Gardens, Northampton 15 250 spectateurs |